# 狼たちの街
『狼たちの街』（原題: Mulholland Falls）は、1996年のアメリカ映画。似たタイトルの映画にウィリアム・フリードキン監督の映画『L.A.大捜査線/狼たちの街』（TO LIVE AND DIE IN L.A.）というのがある。本作品でメラニー・グリフィスが最低助演女優賞（第17回ゴールデンラズベリー賞）を受賞した。

## ストーリー
1950年代初頭。ロサンゼルス市警は、多発する凶悪犯罪を取り締まるため、組織犯罪特別捜査班「ハット・スクワッド」を組織していた。署長直属の命に従い、どんな圧力にも屈することなく、時には強引な違法捜査すら行う捜査班の面々は、全米の犯罪者から恐れられていた。
そんなある日、捜査班のリーダーであるマックス・フーバーのもとに、かつての愛人アリソンが無残な死体となって発見されたという報せが入る。ショックを受けるフーバーだったが、しばらくして1本のフィルムが彼のもとに届く。そこには軍の施設らしきものと、情事を楽しむアリソンと男性の姿が映し出されていた。
フーバーはこのフィルムを送ってきた男性に接触し、アリソンの死にはアメリカ軍が深く関与していることを知る。

## キャスト
| 役名                             | 俳優                                   | 日本語吹き替え | 日本語吹き替え |
| 役名                             | 俳優                                   | ソフト版       | テレビ東京版   |
| -------------------------------- | -------------------------------------- | -------------- | -------------- |
| マックス・フーバー               | ニック・ノルティ                       | 玄田哲章       | 麦人           |
| キャサリン・フーバー             | メラニー・グリフィス                   | 相沢恵子       | 日野由利加     |
| エラニー・クーリッジ             | チャズ・パルミンテリ                   | 牛山茂         | 山野史人       |
| エディ・ホール                   | マイケル・マドセン                     | 幹本雄之       | 後藤哲夫       |
| アーサー・レルイー               | クリス・ペン                           | 相沢正輝       | 伊藤和晃       |
| ネイサン・フィッツジェラルド大佐 | トリート・ウィリアムズ                 | 田中正彦       |                |
| アリソン・ポンド                 | ジェニファー・コネリー                 | 渡辺美佐       | 唐沢潤         |
| マキャファティ特別捜査官         | ダニエル・ボールドウィン               | 中村秀利       | 小室正幸       |
| ジミー・フィールズ               | アンドリュー・マッカーシー             | 遊佐浩二       | 成田剣         |
| トーマス・ティムズ将軍           | ジョン・マルコビッチ                   | 山野史人       | 千田光男       |
| アール                           | エド・ローター                         | 石森達幸       |                |
| エスター                         | ルイーズ・フレッチャー（カメオ出演）   |                |                |
| ジャック・フリン                 | ウィリアム・ピーターセン（カメオ出演） |                |                |
| 映画俳優                         | ロブ・ロウ（カメオ出演）               | 坂口賢一       |                |
| 署長                             | ブルース・ダーン（カメオ出演）         | 石森達幸       | 大木民夫       |

- テレビ東京版吹き替え：初回放送1998年10月8日「木曜洋画劇場」

## 日本語字幕
石田泰子